# Dąbrowa Wielka (województwo łódzkie)
Dąbrowa Wielka – wieś w Polsce położona w województwie łódzkim, w powiecie sieradzkim, w gminie Sieradz, ok. 6 km od Sieradza.
Prywatna wieś szlachecka położona była w drugiej połowie XVI wieku w powiecie sieradzkim województwa sieradzkiego. 
W latach 1954–1956 wieś należała do gromady Sokołów, po zmianie siedziby i nazwy gromady była siedzibą władz gromady Dąbrowa Wielka. W latach 1975–1998 miejscowość administracyjnie należała do województwa sieradzkiego.
| SIMC    | Nazwa   | Rodzaj    |
| ------- | ------- | --------- |
| 0713444 | Kalinki | część wsi |
| 0713450 | Kozy    | część wsi |
| 0713467 | Kresy   | część wsi |

## Historia
Pierwsza wzmianka pisana o wsi pochodzi z 1276 r., gdy książę sieradzki Leszek Czarny darował ją osobie prywatnej. W początkach XVI w. wieś była własnością Pobogów wywodzących się z Rokszyc, którzy przyjęli od niej nazwisko Dąbrowskich, następnie przeszła w drodze związków małżeńskich na Pociejów, później na Wężyków, z których Ludwik, kasztelanic wieluński, odsprzedał ją Józefowi Stawiskiemu ze Stawu. W 1751 r. Dąbrowę Wielką odkupił od Stawiskich Ignacy Kiciński, starosta kotelnicki. Jego syn wyzbył się majątku na rzecz pułkownika wojsk koronnych Kazimierza Albina Lenartowicza, który w czasie konfederacji barskiej walczył na terenie Sieradzkiego. Syn jego – Andrzej sprzedał wieś Józefowi i Łukaszowi Kobierzyckim. Łukasz Kobierzycki był ostatnim marszałkiem sejmiku sieradzkiego w 1828 r. Rodzina ta pozostawała w Dąbrowie do 1888 r., kiedy to na publicznej licytacji wieś kupił Grzegorz Dudaj. Od 1900 r. aż do II wojny światowej właścicielem Dąbrowy był Tadeusz Puławski. W latach 1915–1916 założył on szkołę dla dzieci "fornali, polowych i borowych", był długoletnim prezesem Polskiej Macierzy Szkolnej w Sieradzu oraz posłem na Sejm II Rzeczypospolitej.

## Zabytki
Na pd. skraju wsi zachował się w dobrym stanie dwór z przełomu XVIII/XIX w. Jest to budynek murowany, parterowy, z gankiem na osi, przykrytym trójkątnym szczytem wspartym na dwóch parach kolumn. Częścią składową założenia dworskiego jest spichlerz (24 x 12 m) z pocz. XIX w., klasycystyczny, z drzwiami nabijanymi ćwiekami i oryginalnymi okuciami. Budynek murowany, piwnice sklepione kolebkowo. Dach naczółkowy.
Przy skrzyżowaniu dróg we wsi stoi drewniany kościół św. Michała Archanioła Parafia istnieje tutaj od XIV w. Pierwszy kościół był wzmiankowany w 1442 r. Kolejna świątynia wzniesiona w 1653-64 r. Obecny kościół z pocz. XVIII w. Jest on konstrukcji zrębowej, oszalowany, orientowany. Ołtarz główny z bramkami, barokowy. W ołtarzu tym obraz patrona świątyni. Dwa ołtarze boczne również barokowe; liczne obrazy, rzeźby i wota z XVIII w. W ołtarzach herby fundatorów świątyni: Pobóg, Jastrzębiec i Leszczyc. Na przykościelnym cmentarzu dzwonnica, na której zachował się dzwon z 1728 r. Wokół kościółka pomnikowe okazy lip i wiązów.
Według rejestru zabytków NID na listę zabytków wpisane są obiekty:
- kościół parafialny pw. św. Michała, drewniany, pocz. XVIII w., nr rej.: 808 z 28.12.1967
- zespół dworski, 2 poł. XVIII w., 1 poł. XIX w.:
  - dwór, nr rej.: 809 z 27.12.1967
  - park, nr rej.: 370 z 31.12.1990

## Osoby blisko związane z Dąbrową Wielką
W Dąbrowie Wielkiej urodził się Teodor Goździkiewicz (1903–1984), syn gajowego Nikodema i Franciszki z Gintrów. Autor wielu powieści, opowiadań, w których sławił ziemię swego dzieciństwa – Sieradzczyznę. Jedyna powieść historyczna Goździkiewicza "Sprawa Łuki Bakowicza" jest oparta na prawdziwych wydarzeniach z okresu powstania styczniowego na ziemi sieradzkiej.